# Henderson (Minnesota)
Henderson – miasto w Stanach Zjednoczonych, w stanie Minnesota, w hrabstwie Sibley.